# براندون لويس
براندون لويس (بالإنجليزية: Brandon Lewis)‏ هو سياسي بريطاني، ولد في 20 يونيو 1971 في المملكة المتحدة. حزبياً، نشط في حزب المحافظين.

## مناصب
- انتخب الأمين العام لحزب المحافظين [الإنجليزية]‏ (8 يناير 2018 – ).
- في انتخابات المملكة المتحدة لعام 2010، انتخب عضو برلمان المملكة المتحدة الـ55 عن دائرة غريت يارموث وقد انضم خلال فترته النيابية ‏ (6 مايو 2010 – 30 مارس 2015) للكتلة البرلمانية حزب المحافظين.
- في الانتخابات العامة في المملكة المتحدة 2015، انتخب عضو برلمان المملكة المتحدة الـ56 عن دائرة غريت يارموث وقد انضم خلال فترته النيابية ‏ (8 مايو 2015 – 3 مايو 2017) للكتلة البرلمانية حزب المحافظين.
- في الانتخابات التشريعية البريطانية 2017، انتخب عضو برلمان المملكة المتحدة الـ57 عن دائرة غريت يارموث وقد انضم خلال فترته النيابية ‏ (8 يونيو 2017 – ) للكتلة البرلمانية حزب المحافظين.
- انتخب عضو مجلس الشورى البريطاني.

## وصلات خارجية
- الموقع الرسمي